# Xu Yifan
Xu Yifan (chinesisch 徐一幡, Pinyin Xú Yīfān; * 8. August 1988 in Tianjin) ist eine chinesische Tennisspielerin.

## Karriere
Xu begann im Alter von sechs Jahren mit dem Tennissport. Auf ITF-Turnieren gewann sie bisher einen Einzel- und 21 Doppeltitel.
Im September 2013 gewann Xu bei den KDB Korea Open in Seoul ihren ersten Doppeltitel auf der WTA Tour. Im November 2013 gewann sie zusammen mit Misaki Doi zudem die Nanjing Ladies Open, ein WTA-Turnier der Challenger-Serie.
Bei den US Open stand sie im Jahr 2014 erstmals im Hauptfeld eines Grand-Slam-Turniers. Mit ihrer für Kasachstan antretenden Doppelpartnerin Sarina Dijas kam sie bis ins Viertelfinale, in dem sie nach Satzrückstand zu Beginn des zweiten Satzes aufgeben mussten.
2018 gewann sie die Goldmedaille im Doppel bei den Asienspielen. An der Seite von Yang Zhaoxuan siegten sie gegen Chan Hao-ching/Latisha Chan mit 6:2, 1:6 und 11:9.

## Turniersiege

### Einzel
| Nr. | Datum          | Turnier | Kategorie   | Belag     | Finalgegnerin | Ergebnis  |
| --- | -------------- | ------- | ----------- | --------- | ------------- | --------- |
| 1.  | 27. April 2014 | Nanning | ITF $25.000 | Hartplatz | Chan Yung-jan | 6:3, 7:61 |

### Doppel
| Nr. | Datum              | Turnier         | Kategorie             | Belag             | Partnerin          | Finalgegnerinnen                               | Ergebnis          |
| --- | ------------------ | --------------- | --------------------- | ----------------- | ------------------ | ---------------------------------------------- | ----------------- |
| 1.  | Mai 2006           | Tarakan         | ITF $10.000           | Hartplatz (Halle) | Xia Huan           | Sandy Gumulya Septi Mende                      | 6:2, 6:73, 7:65   |
| 2.  | Juni 2007          | Changsha        | ITF $25.000           | Hartplatz         | Huang Lei          | Chan Chin-wei Kumiko Iijima                    | 6:3, 6:4          |
| 3.  | Juni 2007          | Guangzhou       | ITF $50.000           | Hartplatz         | Huang Lei          | Chen Yanchong Zhou Yimiao                      | 6:2, 7:64         |
| 4.  | Dezember 2007      | Xiamen          | ITF $75.000           | Hartplatz         | Han Xinyun         | Ji Chunmei Sun Shengnan                        | 6:4, 7:5          |
| 5.  | Mai 2008           | Caserta         | ITF $25.000           | Sand              | Han Xinyun         | Sophie Ferguson Christina Wheeler              | 4:6, 6:4, [10:8]  |
| 6.  | Juni 2009          | Komora          | ITF $25.000           | Sand              | Zhang Shuai        | Ayumi Oka Varatchaya Wongteanchai              | 6:2, 6:1          |
| 7.  | Januar 2010        | Pingguo         | ITF $25.000           | Hartplatz         | Chan Chin-wei      | Ji Chunmei Liu Wanting                         | 6:3, 6:1          |
| 8.  | Februar 2010       | Surprise        | ITF $25.000           | Hartplatz         | Ji Chunmei         | Christina Fusano Courtney Nagle                | 5:7, 6:2, [10:5]  |
| 9.  | März 2010          | Hammond         | ITF $25.000           | Hartplatz         | Zhou Yimiao        | Christina Fusano Courtney Nagle                | 6:2, 6:2          |
| 10. | März 2010          | Clearwater      | ITF $25.000           | Hartplatz         | Zhou Yimiao        | Alina Schidkowa Laura Siegemund                | 6:4, 6:4          |
| 11. | Mai 2010           | Kurume          | ITF $50.000           | Rasen             | Sun Shengnan       | Karolína Plíšková Kristýna Plíšková            | 6:0, 6:3          |
| 12. | Juli 2010          | Fuzhou          | ITF $25.000           | Hartplatz         | Liu Shaozhuo       | Kao Shao-yuan Ayaka Maekawa                    | 3:6, 6:1, [10:2]  |
| 13. | Mai 2012           | Changwon        | ITF $25.000           | Hartplatz         | Liu Wanting        | Yang Zhaoxuan Zhang Kailin                     | 6:4, 7:5          |
| 14. | Juni 2012          | Gimcheon        | ITF $25.000           | Hartplatz         | Hu Yueyue          | Liang Chen Sun Shengnan                        | 6:0, 3:6, [10:7]  |
| 15. | Juli 2012          | Evansville      | ITF $10.000           | Hartplatz         | Duan Yingying      | Mallory Burdette Natalie Pluskota              | 6:2, 6:3          |
| 16. | Juli 2012          | Lexington       | ITF $50.000           | Hartplatz         | Shuko Aoyama       | Julia Glushko Olivia Rogowska                  | 7:5, 6:77, [10:4] |
| 17. | 22. September 2013 | Seoul           | WTA International     | Hartplatz         | Chan Chin-wei      | Raquel Kops-Jones Abigail Spears               | 7:5, 6:3          |
| 18. | 3. November 2013   | Nanjing         | WTA Challenger        | Hartplatz         | Misaki Doi         | Jaroslawa Schwedowa Zhang Shuai                | 6:1, 6:4          |
| 19. | 15. Februar 2014   | Rancho Santa Fe | ITF $25.000           | Hartplatz         | Samantha Crawford  | Danielle Lao Keri Wong                         | 3:6, 6:2, [12:10] |
| 20. | 7. März 2014       | Quanzhou        | ITF $50.000           | Hartplatz         | Chan Chin-wei      | Sun Ziyue Xu Shilin                            | 7:64, 6:1         |
| 21. | 2. Mai 2015        | Gifu            | ITF $75.000           | Hartplatz         | Wang Yafan         | An-Sophie Mestach Emily Webley-Smith           | 6:2, 6:3          |
| 22. | 8. Mai 2015        | Anning          | ITF $75.000           | Sand              | Zheng Saisai       | Yang Zhaoxuan Ye Qiuyu                         | 7:5, 6:2          |
| 23. | 21. Juni 2015      | Ilkley          | ITF $50.000           | Rasen             | Raluca Olaru       | An-Sophie Mestach Demi Schuurs                 | 6:3, 6:4          |
| 24. | 9. August 2015     | Stanford        | WTA Premier           | Hartplatz         | Zheng Saisai       | Anabel Medina Garrigues Arantxa Parra Santonja | 6:1, 6:3          |
| 25. | 18. Oktober 2015   | Tianjin         | WTA International     | Hartplatz         | Zheng Saisai       | Darija Jurak Nicole Melichar                   | 6:2, 3:6, [10:8]  |
| 26. | 6. November 2016   | Zhuhai          | WTA Elite Trophy      | Hartplatz         | İpek Soylu         | Yang Zhaoxuan You Xiaodi                       | 6:4, 3:6, [10:7]  |
| 27. | 2. April 2017      | Miami           | WTA Premier Mandatory | Hartplatz         | Gabriela Dabrowski | Sania Mirza Barbora Strýcová                   | 6:4, 6:3          |
| 28. | 26. August 2017    | New Haven       | WTA Premier           | Hartplatz         | Gabriela Dabrowski | Ashleigh Barty Casey Dellacqua                 | 3:6, 6:3, [10:8]  |
| 29. | 12. Januar 2018    | Sydney          | WTA Premier           | Hartplatz         | Gabriela Dabrowski | Latisha Chan Andrea Sestini Hlaváčková         | 6:3, 6:1          |
| 30. | 30. Juni 2018      | Eastbourne      | WTA Premier           | Rasen             | Gabriela Dabrowski | Irina-Camelia Begu Mihaela Buzărnescu          | 6:3, 7:5          |
| 31. | 25. Mai 2019       | Nürnberg        | WTA International     | Sand              | Gabriela Dabrowski | Sharon Fichman Nicole Melichar                 | 4:6, 7:65, [10:5] |
| 32. | 17. Januar 2020    | Adelaide        | WTA Premier           | Hartplatz         | Nicole Melichar    | Gabriela Dabrowski Darija Jurak                | 2:6, 7:5, [10:5]  |
| 33. | 19. März 2022      | Indian Wells    | WTA 1000              | Hartplatz         | Yang Zhaoxuan      | Asia Muhammad Ena Shibahara                    | 7:5, 7:64         |
| 34. | 7. August 2022     | San José        | WTA 500               | Hartplatz         | Yang Zhaoxuan      | Shūko Aoyama Chan Hao-ching                    | 7:5, 6:0          |
| 35. | 27. Mai 2023       | Straßburg       | WTA 250               | Sand              | Yang Zhaoxuan      | Desirae Krawczyk Giuliana Olmos                | 6:3, 6:2          |
| 36. | 24. August 2024    | Cleveland       | WTA 250               | Hartplatz         | Cristina Bucșa     | Shūko Aoyama Eri Hozumi                        | 3:6, 6:3, [10:6]  |

## Abschneiden bei Grand-Slam-Turnieren

### Einzel
| Turnier         | 2012 | 2013 | 2014 | 2015 | Karriere |
| --------------- | ---- | ---- | ---- | ---- | -------- |
| Australian Open | —    | —    | —    | Q2   | —        |
| French Open     | —    | —    | —    | Q1   | —        |
| Wimbledon       | —    | —    | —    | 1    | 1        |
| US Open         | Q2   | —    | —    | Q1   | —        |

Zeichenerklärung: S = Turniersieg; F, HF, VF, AF = Einzug ins Finale / Halbfinale / Viertelfinale / Achtelfinale; 1, 2, 3 = Ausscheiden in der 1. / 2. / 3. Hauptrunde; Q1, Q2, Q3 = Ausscheiden in der 1. / 2. / 3. Qualifikationsrunde; nicht ausgetragen

### Doppel
| Turnier         | 2014 | 2015 | 2016 | 2017 | 2018 | 2019 | 2020 | 2021 | 2022 | 2023 | 2024 | 2025 | Karriere |
| --------------- | ---- | ---- | ---- | ---- | ---- | ---- | ---- | ---- | ---- | ---- | ---- | ---- | -------- |
| Australian Open | —    | 1    | HF   | VF   | VF   | 1    | 1    | 2    | AF   | –    | 1    | 2    | HF       |
| French Open     | —    | 2    | VF   | AF   | AF   | VF   | —    | 2    | VF   | AF   | 1    | 1    | VF       |
| Wimbledon       | —    | 1    | 1    | 1    | HF   | F    |      | —    | AF   | 1    | 2    | 1    | F        |
| US Open         | VF   | 1    | AF   | VF   | 2    | VF   | F    | —    | AF   | 1    | 1    |      | F        |

### Mixed
| Turnier         | 2016 | 2017 | 2018 | 2019 | 2020 | 2021 | 2022 | 2023 | Karriere |
| --------------- | ---- | ---- | ---- | ---- | ---- | ---- | ---- | ---- | -------- |
| Australian Open | —    | AF   | 1    | —    | —    | 1    | —    | —    | AF       |
| French Open     | AF   | 1    | AF   | —    |      | 1    | —    | —    | AF       |
| Wimbledon       | —    | 1    | —    | 2    |      | —    | —    | F    | F        |
| US Open         | 1    | —    | —    | —    |      | —    | —    | VF   | VF       |